# Echinopla melanarctos

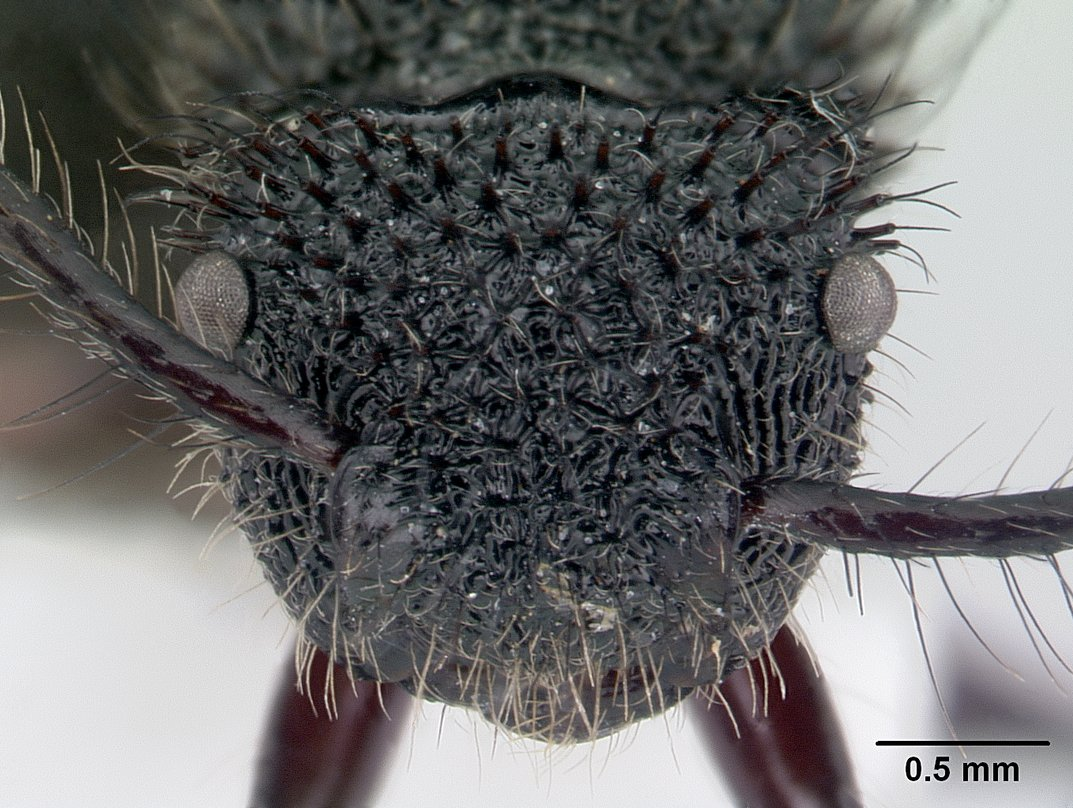
Муравей Echinopla melanarctos, голова

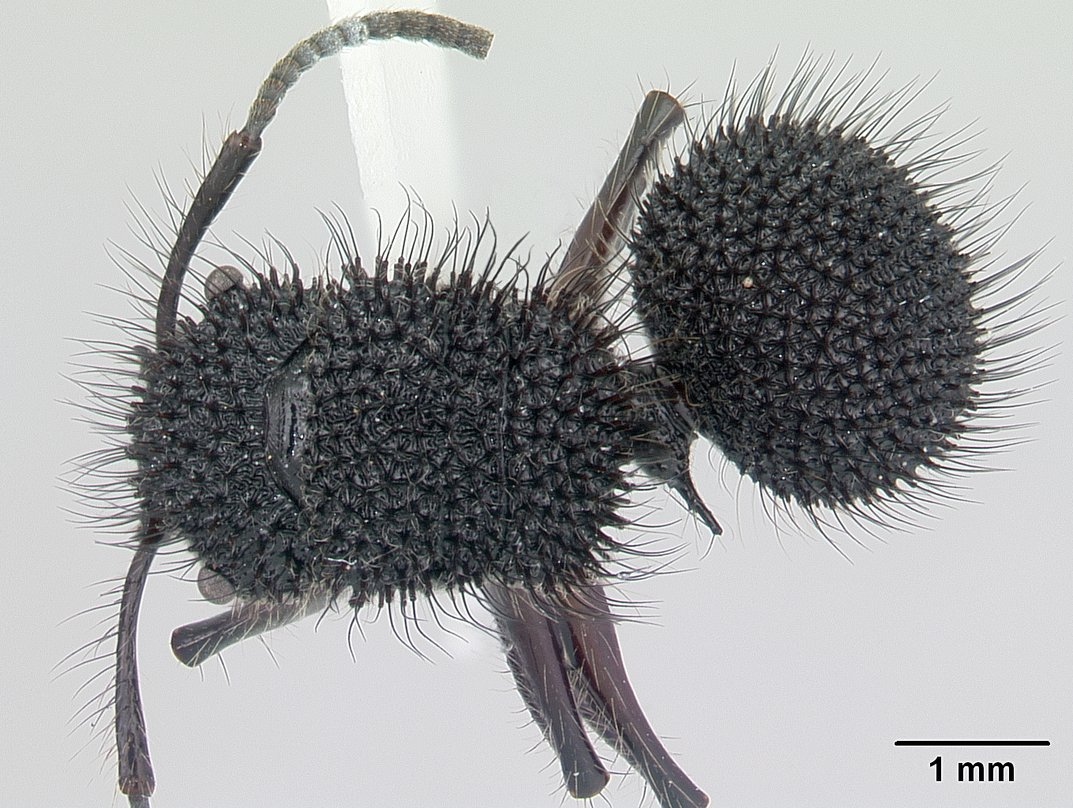
Муравей Echinopla melanarctos, вид сверху

Echinopla melanarctos (лат.) — вид муравьёв рода Echinopla из подсемейства формицины (Formicinae, Camponotini). Встречаются в Юго-Восточной Азии (Индонезия, Малайзия, Сингапур).

## Описание
Среднего размера муравьи чёрного цвета (щупики светлее). Длина рабочих от 6,5 до 8,2 мм, длина самок от 8,8 до 9,7 мм. Ширина головы рабочих от 2,05 до 2,44 мм, ширина головы самок от 2,41 до 2,70 мм. Отличается длинными жесткими тёмными волосками (на голове они размещены на мелких выступах), что делает этих муравьёв похожими на мелких ёжиков (отсюда и первая часть родового имени, др.-греч. ἐχῖνος — «ёж»). Покровы плотные. Заднегрудка округлая без проподеальных зубцов, однако петиоль несёт сверху несколько шипиков. Усики у самок и рабочих 12-члениковые (у самцов усики состоят из 13 сегментов). Жвалы рабочих с 5 зубцами. Нижнечелюстные щупики 6-члениковые, нижнегубные щупики состоят из 4 сегментов. Голени средних и задних ног с одной апикальной шпорой. Стебелёк между грудкой и брюшком состоит из одного сегмента (петиоль). Вид был впервые описан в 1857 году, а его валидность подтверждена в ходе родовой ревизии в 2015 году австрийскими мирмекологами Herbert Zettel и Alice Laciny (Zoological Department, Natural History Museum, Вена, Австрия). Типовой вид рода Echinopla.